# Brachyunguis agriphylli
Brachyunguis agriphylli är en insektsart. Brachyunguis agriphylli ingår i släktet Brachyunguis och familjen långrörsbladlöss. Inga underarter finns listade i Catalogue of Life.